# Sportul în Austria
Sportul în Austria reprezintă o activitate foarte populară, cel mai practicat fiind ski-ul alpin, urmat de fotbal.